# 大阪岡崎運輸
大阪岡崎運輸株式会社（おおさかおかざきうんゆ）は大阪府泉大津市に本社を置く日本の運送会社である。通称オカザキ。英字表記は  osakaokazakiunyu Co., Ltd.。
大阪岡崎運輸株式会社は、1958年に井上利喜夫により創業され、現在は主に関西地区と沖縄県間の貨物輸送を専業に物流サービスを行っている。京阪神地区を網羅する充実した陸運ネットワークと大阪〜沖縄間を結ぶ海上輸送との密な連携を行い、集配・船便の確保・船積等から沖縄本島での荷揚げ・仕分・保管・配送まで一括管理・実行。海・陸にまたがる一貫輸送システムを構築している。

## 沿革
- 1958年 - 沖縄便輸送を主幹業務とする内航運送取扱業務を開始。
- 1972年 - 沖縄県の日本復帰と同時に、那覇市に沖縄営業所を開設。
- 1992年 - 沖縄営業所が一般貨物自動車運送業免許取得し、那覇市港町に沖縄岡崎運輸㈱として独立。
- 2023年 - 沖縄岡崎運輸㈱本社・倉庫を那覇市港町から豊見城市長堂へ移転

## 所在地
- 本社：大阪府泉大津市板原町三丁目12-19

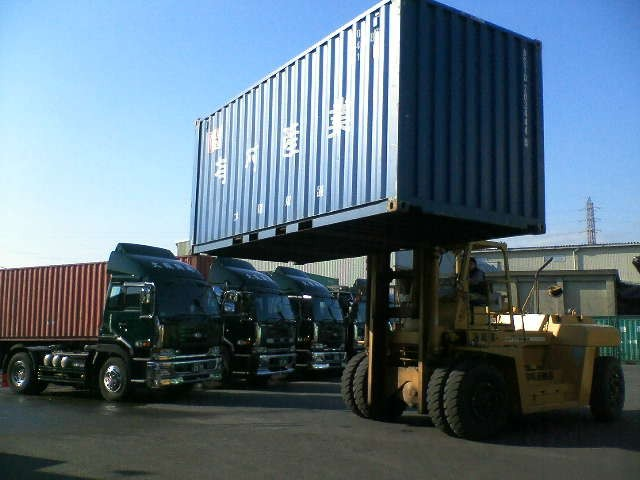
oklosakaCY

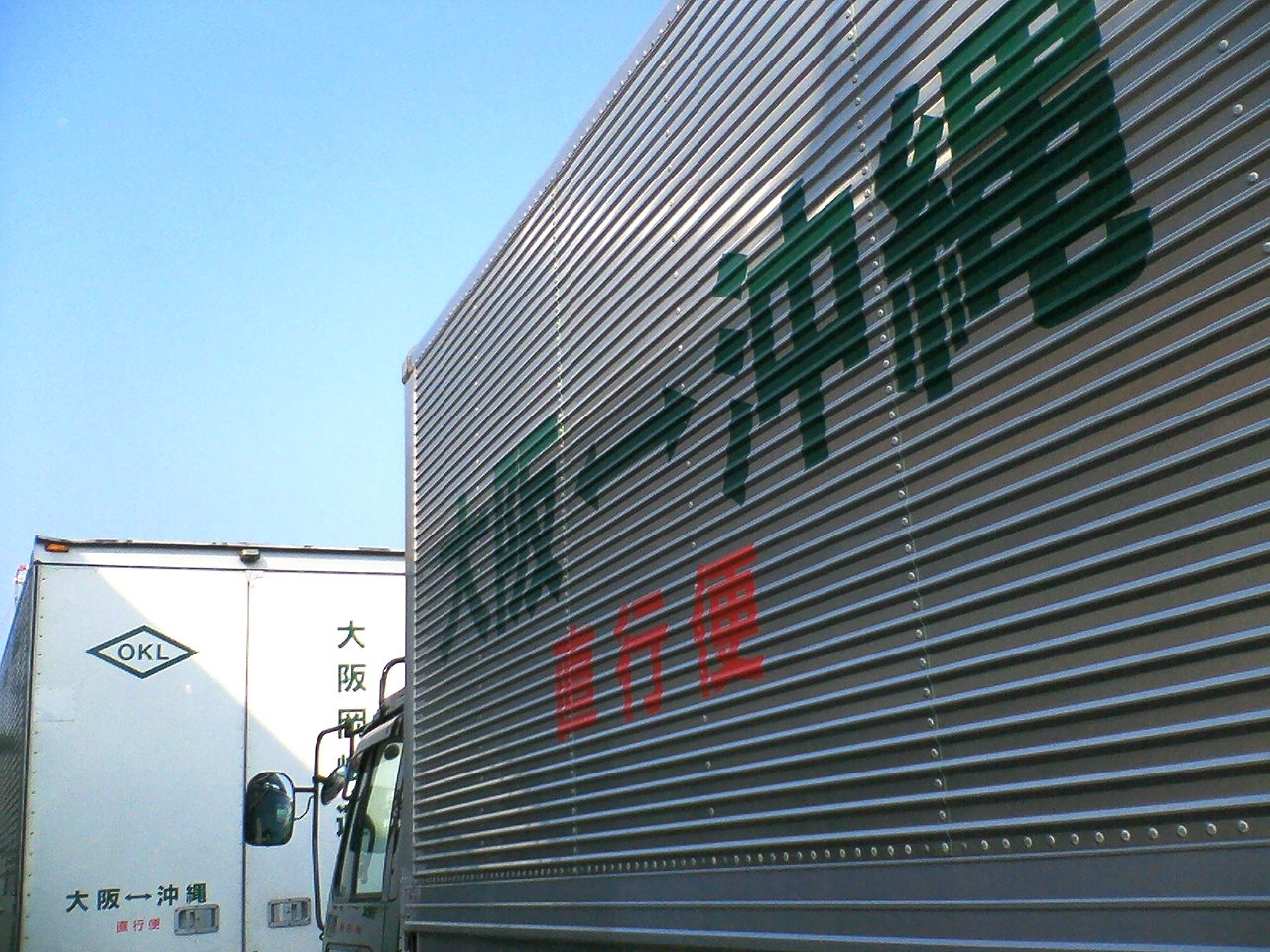
osaka d.van

- 沖縄岡崎運輸(株)：沖縄県豊見城市長堂403-2

## 加盟団体
- 大阪海運組合
- 大阪府トラック協会泉州支部